# Polystalactica touroulti
Polystalactica touroulti är en skalbaggsart som beskrevs av Franz Antoine 2010. Polystalactica touroulti ingår i släktet Polystalactica och familjen Cetoniidae. Inga underarter finns listade i Catalogue of Life.